# Пако, Адольф Иванович
Адольф Иванович Пако́ (фр. Pascault; 1800—1860) — лектор французского языка и словесности в Московском университете.

## Биография
Родился в 1800 году в ночь на Рождество в городе Оре в Нижней Бретани в семье полковника наполеоновской армии в Италии. Оставшись в пять лет круглым сиротой, был принят безденежно по приказанию Наполеона в лицей (впоследствии коллегиум) города Мулен (в Бурбонне), где, по окончании курса в 1818 году с главной премией «отличия», которую прислал король Людовик XVIII, сделался затем преподавателем в том же коллегиуме. Пако готовился к поступлению в нормальную школу, но он был назначен профессором французского, латинского и греческого языков в коллегиум Puy-en-Velay (в Верхнем Лангедоке). Занявшись там естественной историей, он, используя заданную Клермонской академией тему, написал похвальное слово Б. Паскалю, удостоившееся академического поощрения; с передачей же коллегиума в 1823 году иезуитам был отозван на время в Париж, чтобы быть определённым на новые должности.
Познакомившись с семейством Ф. В. Самарина, шталмейстером двора императрицы Марии Фёдоровны, он прибыл в Россию как наставник его пятилетнего сына и выдержал в 1825 году в Москве экзамен на звание учителя французского и древних языков (латинского и греческого). Состоя воспитателем сына Самарина и продолжая занятия естественными науками, он издал в 1828 году на французском языке сочинение «Четыре времени года, или Ботаника, Зоология, Космография и Физика для юношества» (первоначально написано для сына Самарина), а вслед за тем по представлению вице-президента Фишера фон Вальдгейм был избран в члены Общества испытателей природы, при котором впоследствии состоял долгое время секретарём и переводчиком. Первоначально же он был товарищем секретаря и участвовал в издании бюллетеней и записок общества. В 1835 году по представлению князя С. И. Гагарина он был назначен на должность учителя французской словесности в Александринский Сиротский институт. 3 октября 1836 года по представлению графа С. Г. Строганова он был определён лектором в Московский университет и учителем естественной истории в Благородном пансионе; тогда же он присягнул на подданство России. За 18 лет своей службы в университете Пако состоял членом Комитета экзаменаторов домашних наставников и наставниц.
Потом последовало назначение учителем французской словесности и естественной истории в Институт девиц ордена Св. Екатерины. Принятый в 1833 году в число действительных членов Московского Общества садоводства, он был избран в 1844 году Парижским восточным обществом в член-корреспонденты за познания в русском языке, а в 1853 году оставил по расстроенному здоровью службу в университете.
В течение 17 лет он состоял также секретарём Французского благотворительного общества и старостой римско-католической церкви Св. Людовика.
Кроме указанного сочинения, он издавал периодически журнал «La Veillée du samedi, Lectures nouvelles offertes à la jeunesse» («Вечерние беседы по субботам, или чтение для русского юношества»), 9 vol. (M., 1834), на который были подписаны и особы императорского дома; поместил несколько переводов в «Бюллетенях Московского общества испытателей природы» (путешествия: Карелина «На Урал», Языкова «По бассейну Волги» и прочие) и опубликовал руководства: 1) «Morceaux choisis dans les orateurs et les poètes français, avec une notice sur chacun d’eux» («Избранные места из французских поэтов и ораторов, с биографическими заметками»), написано по поручению Московского университета и некоторое время использовалось в качестве руководства на историко-филологическом факультете (1835); 2) «Cours de la langue française» (три издания: 1850—53); 3) «Principes généraux et particuliers de la grammaire française» (M., 1860).

## Награды
А. Пако получил в награду от императора бриллиантовый перстень и пряжку за 15 лет безукоризненной службы.